# Crespos (Ávila)
Crespos ist ein zentralspanischer Ort und eine Gemeinde (Municipio) mit 481 Einwohnern (Stand 1. Januar 2022) (municipio) in der Provinz Ávila in der Autonomen Region Kastilien-León. Neben dem Hauptort Crespos besteht die Gemeinde aus den Ortschaften Chaherrero und Pascualgrande.

## Lage und Klima
Crespos liegt auf der Südseite der Sierra de Gredos in der Provinz Ávila in einer Höhe von ca. 925 m. 
Die Entfernung nach Ávila beträgt knapp 40 km (Fahrtstrecke) in südöstlicher Richtung. Durch die Gemeinde führt die Autovía A-50. Das Klima ist gemäßigt bis warm; der Regen (ca. 570 mm/Jahr) fällt mit Ausnahme der trockenen Sommermonate übers Jahr verteilt.

## Bevölkerungsentwicklung
| Jahr      | 1970 | 1981 | 1991 | 2001 | 2011 | 2021 |
| Einwohner | 1028 | 834  | 817  | 667  | 536  | 496  |

## Sehenswürdigkeiten
- Johannes-der-Täufer-Kirche